# Andrea Provana (sommergibile 1938)
L’Andrea Provana è stato un sommergibile della Regia Marina, seconda unità a portare questo nome. L'unità deve il nome all'ammiraglio Andrea Provana di Leinì, che capitanò la flotta sabauda nella battaglia di Lepanto.

## Storia
Il sommergibile Andrea Provava apparteneva alla classe Marcello, fu costruito presso i Cantieri Riuniti dell'Adriatico di Monfalcone. Apparteneva al tipo oceanico a semplice scafo tipo Bernardis con doppi fondi resistenti e controcarene esterne. L'unità fu impostata il 3 febbraio 1937, varata il 16 marzo 1938 e consegnato alla Regia Marina il 25 giugno dello stesso anno, posto al comando del capitano di corvetta Ugo Botti.
All'entrata in servizio l'Andrea Provana fu assegnato alla 21ª Squadriglia del 2° Gruppo Sommergibili di base a Napoli, dove era ancora dislocato all'atto dell'entrata in guerra del Regno d'Italia, avvenuta il 10 giugno 1940.
Nell'imminenza della dichiarazione di guerra a Francia e Gran Bretagna, il 5 giugno 1940 il sommergibile lasciò Napoli per portarsi in agguato lungo le coste del Nord Africa in applicazione dell'ordine generale a carattere offensivo "8ter" del 25 maggio 1940, che prevedeva un impiego iniziale di 58 battelli.
Verso le ore 16 del 17 giugno 1940, a un'ottantina di miglia da Orano, il sommergibile avvistò il convoglio francese «IR2F» (in navigazione da Orano a Marsiglia): cinque trasporti. Medié II, Florida, Kita, Edéa, Djiebel-Aures, in navigazione su due linee e scortati dalle torpediniere Commandant Bory e La Curieuse. Alle 16:00 il convoglio si trovava in posizione 37°00' nord - 00° 11' ovest a circa 80 miglia da Orano e procedeva a zig-zag in direzione nord-est alla velocità di 13 nodi. Il Commandant Bory (capitano di corvetta Leblanc, caposquadriglia) precedeva il convoglio sulla sinistra, mentre il La Curieuse (capitano di corvetta Le Blanc) navigava nel settore di Levante.
Da circa 1.800 metri il sommergibile lanciò due siluri che andarono a vuoto, ma uno di essi mancò La Curieuse di neanche 200 metri. Uno dei siluri in affioramento fu avvistato da un marinaio in coperta, leggermente a poppavia del traverso di dritta, e a una distanza di 2.000-2300 m. L'arma dirigeva verso le navi francesi con corsa rettilinea. Alle 16:33, dopo aver evitato i siluri, il La Curieuse riaccostò a dritta, aumentò la velocità a 16 nodi, e iniziò a risalire la scia dei siluri ben visibile sulla superficie del mare. Il Commandant Bory accostò contemporaneamente a dritta per raggiungere la zona di avvistamento aumentando la velocità a 20 nodi. In base alla scia del siluro (e forse anche da bolle d'aria fuoriuscite dai tubi lanciasiluri del Provana) la torpediniera, assieme all'unità sezionaria, determinò la posizione del sommergibile, sapendo che le unità italiane non disponevano di tubi lanciasiluri orientabili, e iniziò a bombardarlo pesantemente con cariche di profondità nell'area indicata dalla risalita delle bolle d'aria.
Per evitare la distruzione del sommergibile con tutto l'equipaggio, e tentare forse anche di respingere le unità francesi, l'unica soluzione era emergere e combattere con i cannoni.  Il  La Curieuse, dopo una veloce accostata favorita dalla presenza di un piccolo timone prodiero, avvistò l'Andrea Provana che stava emergendo a una distanza di 500 m. Dapprima emerse il periscopio, poi la falsatorre, poi le volate dei due cannoni dal 100/47, e il comandante del La Curieuse, non potendo impegnare combattimento con il cannone perché l'unità nemica era troppo vicina, fece aumentare la velocità a 20 nodi e decise di speronare il battello nemico. In affioramento fino alla coperta l'Andrea Provana fu colpito dal fuoco di una mitragliatrice da 13,2 mm mentre l'equipaggio iniziava a uscire. Il sommergibile fu colpito dalla prua del La Curieuse tra la torretta ed un cannone, la cui culatta aprì una falla nell'opera viva di sinistra della torpediniera prima di essere divelto e cadere in mare, il periscopio si ruppe e cadde sulla prora della nave francese, che rimase gravemente danneggiata. Il sommergibile italiano, spezzato in due dalla violenza dell'impatto, affondò in pochi istanti con tutto l'equipaggio di 62 uomini (8 ufficiali e 54 fra sottufficiali e marinai). Il Commandant Bory sopraggiunse pochi istanti dopo, e il suo comandante fece lanciare un'altra scarica di bombe di profondità da 35 kg per sicurezza sul punto dove era avvenuta la collisione. Gravemente danneggiata il La Curieuse ritornò ad Orano a marcia indietro alla velocità di 8 nodi, scortata successivamente a partire dalle ore 22:00 dal cacciatorpediniere Le Terrible. Sul punto dove era affondato il sommergibile, il Commandant Bory non rinvenne alcun superstite, rilevando solo alcune tavole di calpestio della coperta dell'Andrea Provana e l'antenna radio del La Curieuse staccatasi a causa del contraccolpo.
Alla memoria del comandante Botti fu conferita la prima medaglia d'oro al valor militare ad un sommergibilista italiano nel corso del secondo conflitto mondiale, il vicecomandante tenente di vascello Giovanni Granata, il direttore di macchina capitano del genio navale Mario Sciacca e il primo sottordine di macchina tenente del genio navale Giovanni Ferrari ricevettero quella d'argento.
In quell'unica missione il Provana aveva percorso 1.180 miglia in superficie e 214 in immersione.